# Джонсон, Эдди (футболист, 1984)
Э́двард Уи́льям Джо́нсон (англ. Edward William Johnson), более известный как Э́дди Джо́нсон (англ. Eddie Johnson; 20 сентября 1984, Манчестер) — английский футболист, выступавший на позициях нападающего и полузащитника. Выступал за клубы «Манчестер Юнайтед», «Антверпен», «Ковентри Сити», «Кру Александра», «Брэдфорд Сити», «Честер Сити», «Остин Ацтекс» и «Портленд Тимберс», а также за юношеские сборные Англии. С 2014 года работает главным тренером команды «Данди» до 20 лет.

## Клубная карьера
Уроженец Честера, Джонсон начал футбольную карьеру в академии клуба «Кру Александра» в возрасте 10 лет. В 1999 году присоединился к футбольной академии «Манчестер Юнайтед». В июле 2001 года подписал с клубом ученический контракт. В сезоне 2002/03 помог команде «Манчестер Юнайтед» выиграть Молодёжный кубок Англии, забив гол в финальном матче против «Мидлсбро». 28 октября 2003 года дебютировал в основном составе «Манчестер Юнайтед», выйдя на замену в матче третьего раунда Кубка Футбольной лиги против «Лидс Юнайтед». Это был единственный матч Джонсона в основном составе «Юнайтед».
В январе 2004 года Джонсон отправился в аренду в бельгийский клуб «Антверпен». Провёл за команду 11 матчей и забил 5 голов, включая гол, забитый с 20 ярдов в дебютной игре против «Хёсден-Золдера».
В июле 2004 года отправился в сезонную аренду в клуб Чемпионшипа «Ковентри Сити». 7 августа 2004 года забил гол в своей дебютной игре за «Ковентри» против «Сандерленда». Провёл за «Ковентри Сити» 26 матчей в Чемпионшипе, забив 5 голов.
В июле 2005 года Джонсон отправился в полугодовую аренду в клуб «Кру Александра». 13 сентября 2005 года забил свой первый гол за клуб в матче против «Плимут Аргайл». В январе 2006 года «Халл Сити» предложил Джонсону постоянный контракт, однако тот решил завершить сезон 2005/06 в аренде в «Кру Александра». В том сезоне Джонсон в 22 матчах Чемпионшипа забил 5 голов.
Летом 2006 года Джонсон покинул «Манчестер Юнайтед» в качестве свободного агента. Постоянный контракт игроку предложил клуб «Кру Александра», интерес к нападающему также проявляли «Барнсли» и «Брэдфорд Сити». 23 июня 2006 года Джонсон подписал двухлетний контракт с «Брэдфорд Сити».
5 августа 2006 года Джонсон дебютировал за «Брэдфорд Сити», выйдя на замену в матче против «Ноттингем Форест». Две недели спустя сделал «дубль» в матче против своего бывшего клуба «Кру Алкесандра». После увольнения главного тренера «Брэдфорд Сити» Колина Тодда в феврале 2007 года новый главный тренер Дэвид Уэдералл начал использовать Джонсона не как нападающего, а как полузащитника. По итогам сезона 2006/07 «Брэдфорд Сити» выбыл в Лигу 2. В сезоне 2007/08 новый главный тренер «Брэдфорд Сити» Стюарт Макколл продолжил использовать Джонсона в полузащите. По итогам сентября Эдди был признан клубом лучшим игроком месяца. В апреле 2008 года Джонсону сообщили, что летом он покинет клуб в качестве свободного агента. Всего Эдди Джонсон провёл за «Брэдфорд Сити» 71 матч и забил 8 голов.
15 октября 2008 года Джонсон подписал контракт с клубом «Честер Сити». 15 ноября забил свой первый гол за клуб в игре против «Моркама». Всего провёл за «Честер Сити» 11 матчей.
В январе 2009 года контракт «Честер Сити» аннулировал контракт Джонсона, чтобы тот смог перейти в американский клуб «Остин Ацтекс», главным тренером которого был Эдриан Хит, знакомый с игроком по работе в «Ковентри Сити». 25 апреля Джонсон забил свой первый гол за «Остин Ацтекс» в матче против «Кливленд Сити Старз». В сезоне 2009 года Джонсон провёл за клуб 22 матча и забил 5 голов в лиге, став лучшим бомбардиром «Ацтекс». В 2010 году он остался в «Остин Ацтекс», сыграв за клуб 28 матчей и забив 15 голов.
В октябре 2010 года стало известно, что в следующем году Джонсон будет выступать за клуб MLS «Портленд Тимберс». 15 апреля 2011 года Джонсон дебютировал за клуб в матче MLS против «Чикаго Файр». В апреле 2012 года Джонсон объявил о завершении карьеры игрока.

## Карьера в сборной
Эдди Джонсон выступал за сборные Англии до 16, до 18, до 19 и до 20 лет.
В 2003 году в составе сборной Англии до 20 лет принял участие в чемпионате мира среди молодёжных команд, который прошёл в ОАЭ. Провёл все три матча группового этапа (против Японии, Египта и Колумбии), по итогам которого англичане выбыли из турнира.

## Тренерская карьера
В июле 2014 года Джонсон был назначен новым главным тренером команды «Данди» до 20 лет.

## Статистика выступлений
Данные приведены по состоянию на 14 августа 2011 года
| Клуб                    | Сезон            | Лига | Лига | Кубок | Кубок | Кубок лиги | Кубок лиги | Прочие | Прочие | Итого | Итого |
| Клуб                    | Сезон            | Игры | Голы | Игры  | Голы  | Игры       | Голы       | Игры   | Голы   | Игры  | Голы  |
| ----------------------- | ---------------- | ---- | ---- | ----- | ----- | ---------- | ---------- | ------ | ------ | ----- | ----- |
| Манчестер Юнайтед       | 2003/04          | 0    | 0    | 0     | 0     | 1          | 0          | 0      | 0      | 1     | 0     |
| Манчестер Юнайтед       | 2004/05          | 0    | 0    | 0     | 0     | 0          | 0          | 0      | 0      | 0     | 0     |
| Манчестер Юнайтед       | 2005/06          | 0    | 0    | 0     | 0     | 0          | 0          | 0      | 0      | 0     | 0     |
| Манчестер Юнайтед       | Итого            | 0    | 0    | 0     | 0     | 1          | 0          | 0      | 0      | 1     | 0     |
| Антверпен (аренда)      | 2003/04          | 11   | 5    | 0     | 0     |            |            | 0      | 0      | 11    | 5     |
| Ковентри Сити (аренда)  | 2004/05          | 26   | 5    | 1     | 0     | 2          | 0          | 0      | 0      | 29    | 5     |
| Кру Александра (аренда) | 2005/06          | 22   | 5    | 0     | 0     | 1          | 0          | 0      | 0      | 23    | 5     |
| Брэдфорд Сити           | 2006/07          | 32   | 3    | 3     | 0     | 1          | 1          | 1      | 0      | 37    | 4     |
| Брэдфорд Сити           | 2007/08          | 32   | 4    | 1     | 0     | 1          | 0          | 0      | 0      | 34    | 4     |
| Брэдфорд Сити           | Итого            | 64   | 7    | 4     | 0     | 2          | 1          | 1      | 0      | 71    | 8     |
| Честер Сити             | 2008/09          | 10   | 1    | 1     | 0     | 0          | 0          | 0      | 0      | 11    | 1     |
| Остин Ацтекс            | 2009             | 22   | 5    | 2     | 1     |            |            |        |        | 24    | 6     |
| Остин Ацтекс            | 2010             | 26   | 14   | 1     | 0     |            |            | 2      | 1      | 29    | 15    |
| Остин Ацтекс            | Итого            | 48   | 19   | 3     | 1     |            |            | 2      | 1      | 53    | 21    |
| Портленд Тимберс        | 2011             | 7    | 1    | 0     | 0     |            |            |        |        | 7     | 1     |
| Портленд Тимберс        | 2012             | 0    | 0    | 0     | 0     |            |            |        |        | 0     | 0     |
| Всего за карьеру        | Всего за карьеру | 188  | 43   | 9     | 1     | 6          | 1          | 3      | 1      | 206   | 46    |